# Воркутауголь
Воркутауголь (укр. Воркутавугілля) — виробниче об'єднання з видобутку вугілля у Печорському басейні Республіки Комі, Росії.

## Історія
Перші шахти, які в майбутньому увійдуть до складу Воркутауголь, утворено на базі виробничих відділів концтаборів ГУЛАГ СРСР, зокрема Воркутлага. Для інтеграції їх з промисловими дивізіонами ІнтЛАГ, ПечорЛАГ та концтабору "Абезь" Воркутинський регіон виведено зі складу Ненецької Автономної області та передано до складу Комі АРСР (1930-ті роки XX ст.). Після Другої Світової війни на каторжних роботах у шахтах «Воркутауголь» працювали військовополонені УПА, політв'язні, незаконно репресовані громадяни УРСР. Вони переважали у серед працівників шахт аж до 1956.
Наприкінці XX ст. мала 15 шахт (25 пластів). Сумарна потужність 48 м, середньодинамічна глибина розробки 550 м, найбільша — 800 м.
На початку XXI ст. ВАТ «Воркутауголь» входить до складу ресурсного дивізіону промислового холдингу «Северсталь-груп», Російська Федерація.

## Структура компанії
До структури компанії входять:
- П'ять вуглевидобувних шахт (найбільші - "Северная" та "Комсомольская");
- Кар'єр;
- Центральна збагачувальна фабрика (ЦЗФ);
- Проектна організація ПечорНДІпроект;
- Механічний завод;
- Управління із збуту вугілля, постачання, інші підрозділи.

Чисельність персоналу компанії - 15 тис. чол.
Шахти «ОАО Воркутауголь» відробляють запасів вугілля Воркутського Родовища Печорського вугільного басейну, де зосереджені запаси коксівного вугілля. Частка "ОАО «Воркутауголь» у загальному балансі вугілля, що добувається в РФ, становить 6 %, коксівного — 22 %.
Виробнича потужність товарного вугілля 2005 р — 7550 тис. тонн рік.
Обсяг інвестицій за підсумками 2005 р. становив 2,59 млрд. руб.
Основні споживачі продукції об'єднання - металургійні підприємства РФ та України («Систем кепітал менеджмент», «ІСД»).
Компанія є містоутворюючим підприємством м. Воркути, знаходиться за Полярним колом. За 70 років освоєння вугільного басейну тут створено унікальну інфраструктуру з комунікаціями, телевізійним, телефонним і космічним зв'язком, залізничним і авіаційним повідомленнями, з електро- і теплопостачанням.
Населення міста — 134 тис. чоловік.